# Sancho Manuel de Vilhena

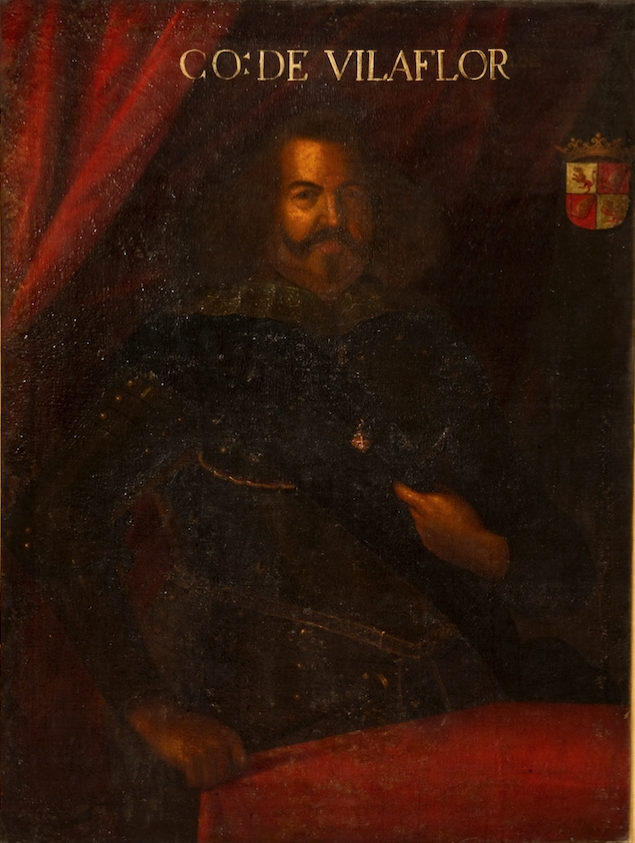
Retrato pintado de D. Sancho Manuel de Vilhena, Conde de Vila Flor (1610?-1677), pintado 1673-1675 por Feliciano de Almeida. Actualmente en Galleria degli Uffizi, Florencia, Italia.

Sancho Manuel de Vilhena (1610-1677) (Sancho Manoel de Vilhena, en portugués), conde de Vila Flor, militar portugués.

## Biografía
Combatió en varios escenarios de Europa Central y, entre 1638 y 1640, guerreó a los holandeses en Brasil. Una vez unido a la Guerra de Restauración portuguesa, fue hecho maestre-de-campo-general y participó en la defensa de Beira. Salió vitorioso de la Batalla de las Líneas de Elvas, en 1659. Fue después nominado para cargos civiles importantes, entre ellos el de virrey de Brasil, pero falleció antes de tomar el cargo. El cerco de Elvas, plaza que defendió Sancho Manuel, y la batalla de las Líneas de Elvas, fueron sus dos hechos de armas más importantes. 
El gran maestre de la Orden de Malta, António Manoel de Vilhena, era su quinto hijo.
- Datos: Q3027538
- Multimedia: Sancho Manuel de Vilhena / Q3027538